# Letov S 328
Letov S 328 var ett tjeckoslovakiskt bomb- och spaningsflygplan (biplan) från mitten på 1930-talet.
Designen av planet började 1932 som svar på en specifikation från finska flygvapnet. 1934 stod den första prototypen klar, Finland beställde dock inga plan men på grund av de växande spänningarna i Europa beordrade det tjeckoslovakiska luftfartsministeriet att planet skulle produceras för det egna flygvapnet. Totalt så tillverkades 445 S 328:or varav de flesta flög för luftwaffe eller det slovakiska flygvapnet (ett litet antal plan exporterades till Bulgarien).
Planet deltog i striderna på östfronten mot Sovjet och under 1944 även mot Tyskland, då flera piloter med plan hoppade av till Sovjet.

## Varianter
- S 328, standardvarianten.
- S 328 N, nattjaktsvariant beväpnad med fyra fasta och två vridbara kulsprutor. 13 exemplar byggdes.
- S 328 V, målbogseringsvariant där landningshjulen bytts ut mot två pontoner.
- S 428, vidareutveckling av S 328 där motorn har ersatts av en Avia Vr-36 på 485 kW (650 hk) och beväpningen bestod av fyra framåtriktade kulsprutor. Enbart prototypen färdigställdes.
- S 528, variant som skiljer sig från S 328:an genom att den var försedd med en Gnome-Rhône Mistral Major-motor på 597 kW (800 hk) i en huv av NACA-typ. Sex exemplar färdigställdes av denna variant.